# Acélhang
Az Acélhang a MÁV Gépgyár amatőr munkáskórusa volt, amit Bruckmüller Ágoston alapított 1873-ban, Stahlton Acélhang néven. A kórus a Mechwart András által 1871-ben alapított Ganz-gyári Dalkör hagyományait folytatta. 1918-tól Noseda Károly irányította és virágoztatta fel a kórust, 1945 után Vásárhelyi Zoltán karnagy vezette. 1947-ben a kórus egy válogatott csapata részt vett a llangolleni nemzetközi kórusversenyen, ahol első díjat nyertek. 1959-ben, a MÁV Gépgyár és a MÁVAG összevonása után az egyesített üzem munkáskórusaként működött tovább. Karnagyai voltak Kalmár Márton (1952-1961), Vass Lajos (1961-1964) és Csenki Imre (1965-1966).